# Lăcustar
Lăcustarul (Pastor roseus) este o pasăre din ordinul paseriformelor, din familia graurului, Sturnidae. Este cunoscut și sub denumirea de graur trandafiriu. Specia a fost recent plasată în propriul gen monotipic, Pastor,  și despărțită de Sturnus. Această divizare este susținută de studii recente, deși alte specii înrudite din noul său gen nu sunt încă cunoscute cu certitudine.

## Taxonomie și sistematică
Numele genului Pastor provine din latinescul pastor, „ciobănesc”, și prin extensie un pastor. Denumirea specifică roseus este latinescul pentru „trandafiriu”.
Anterior, unele autorități considerau, de asemenea, Oriolus traillii ca fiind o specie din genul Pastor.

## Galerie

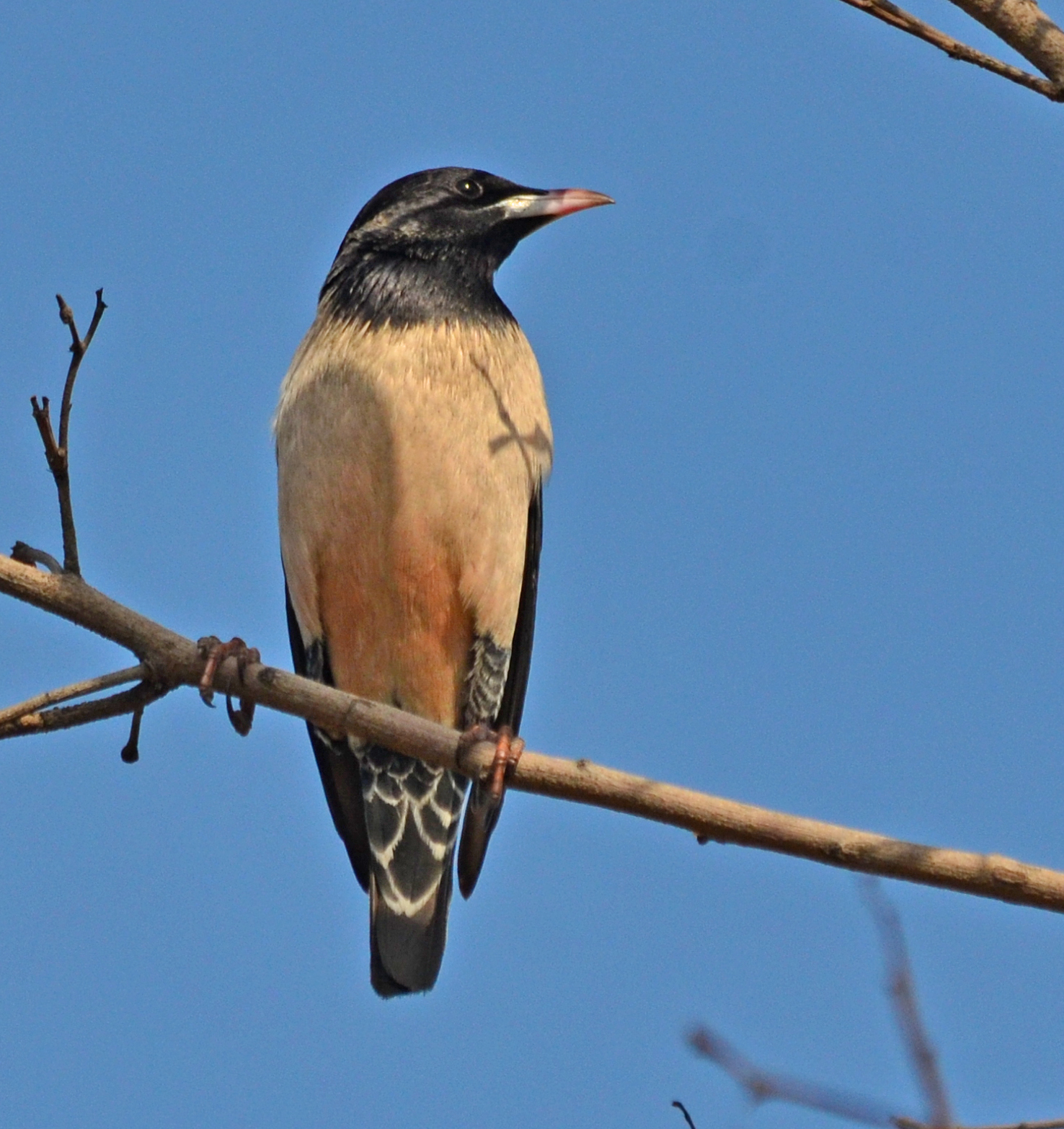
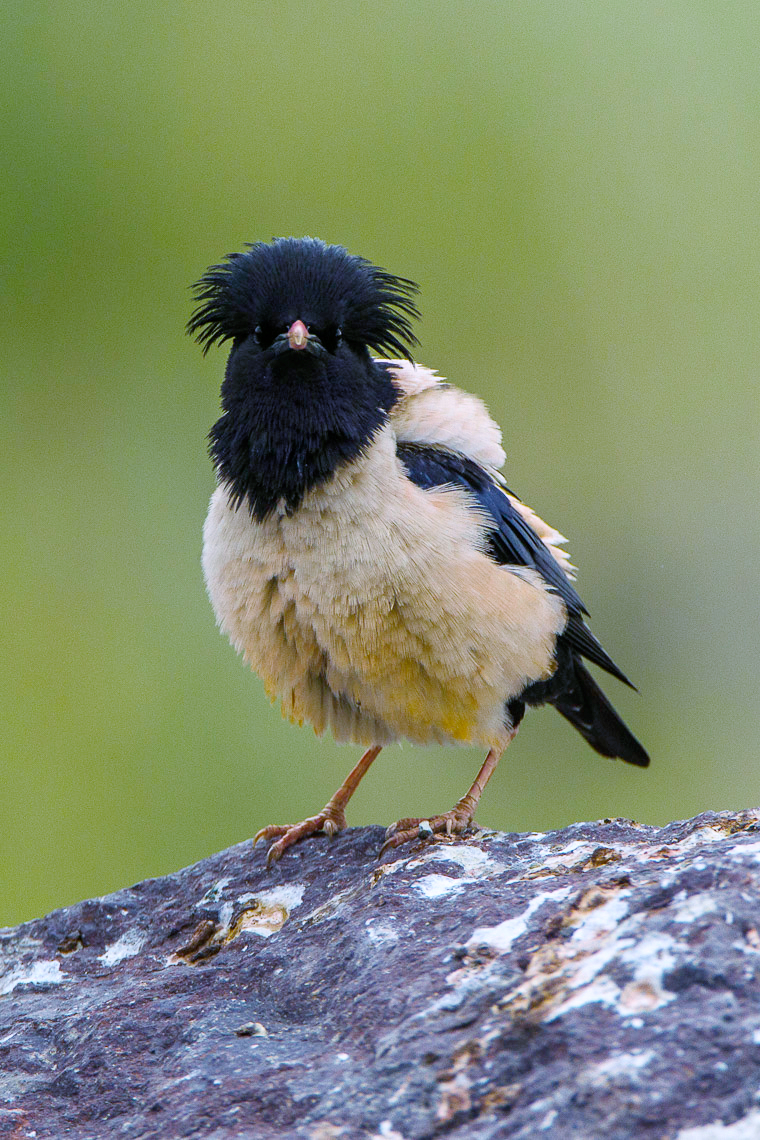
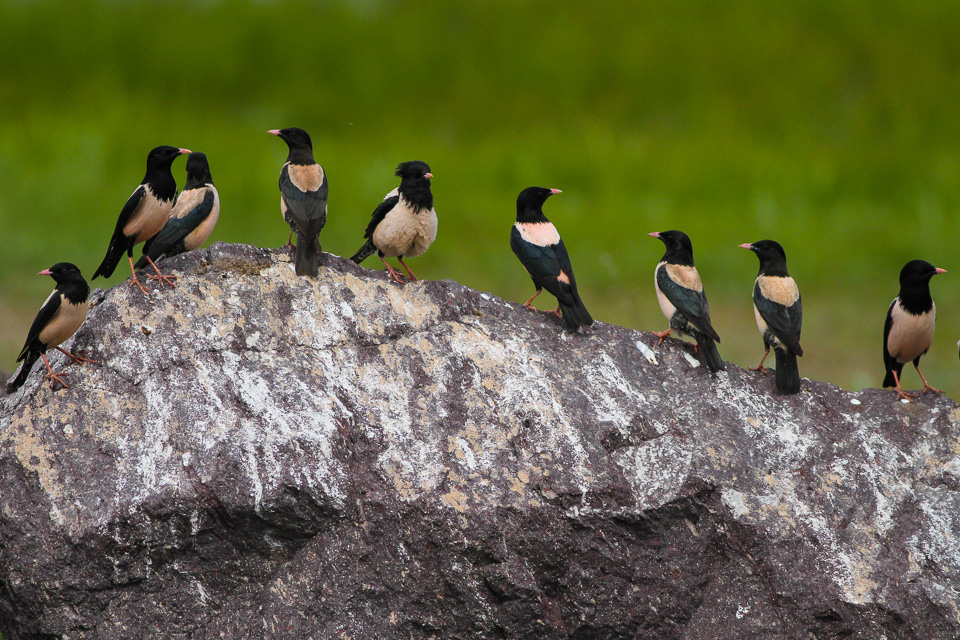
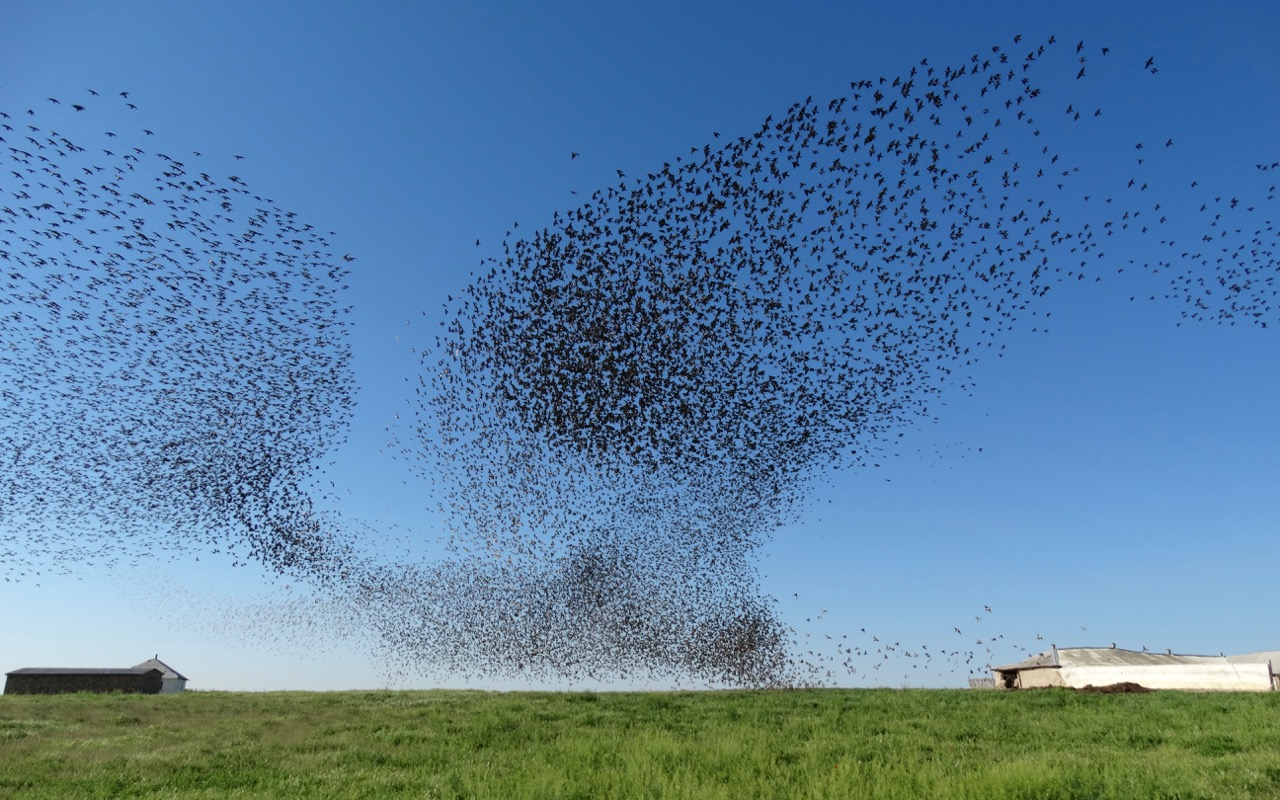